# Vlkyňa
Vlkyňa és un poble i municipi d'Eslovàquia. Es troba a la regió de Banská Bystrica.

## Història
La primera menció escrita de la vila es remunta al 1216.

## Demografia
| Godina             | 1994 | 2004    | 2014    | 2024   |
| ------------------ | ---- | ------- | ------- | ------ |
| Nombre de persones | 306  | 337     | 403     | 401    |
| Diferència         |      | +10,13% | +19,58% | −0,49% |

| Godina             | 2023 | 2024   |
| ------------------ | ---- | ------ |
| Nombre de persones | 383  | 401    |
| Diferència         |      | +4,69% |